# Чаплигін Сергій Миколайович
Чаплигін Сергій Миколайович (нар. 19 грудня 1970) — український блогер та громадський діяч консервативного спрямування. У деяких медіа його також називають філософом, істориком релігії, структурним лінгвістом, соціологом, перекладачем та громадським діячем.
На місцевих виборах 1998 року балотувався до Вінницької міської ради як самовивсуванець по мажоритарому округу.
На місцевих виборах 2015 року балотувався до Львівської обласної ради від Радикальної партії Олега Ляшка по мажоритарому округу.
У 2021 році взяв участь у запуску відкритого регулярного семінару «Національний круглий стіл» та просвітницького курсу «Консерватизм — online».
У грудні 2024 його публічну лекцію на тему «Кризи національної ідентичності та її відродження» у Києво-Могилянській бізнес-школі було скасовано за наполягання ЛГБТ-організації Gender Zed, через гомофобні погляди Чаплигіна. У соцмережах Чаплигін після скасування лекції отримав підтримку. Станом на вечір 5 грудня його пост набрав близько 1,5 тисячі вподобань та понад 300 коментарів. Його підтримали військові, священнослужителі, політики та консервативні активісти. Студентська націоналістична організація «Український студент», яка діє у межах Києво-Могилянської академії та була організатором лекції, оголосила, що захід відбудеться, але в іншому місці.

## Погляди
За словами Чаплигіна, він говорить «про втрату ефекту присутності Бога в суспільстві. Що будь-яка релігійна традиція та культура творять свій єдиний, неповторний (а тому і цінний) образ людини та свій стандарт людськості. І що поза цим образом та поза цим стандартом людини не існує».
Стверджує що перебуває в опозиції до «ліволіберального стилю мислення».
Вважає що гомофобії не існує, а цей термін вважає інструментом для введення цензури: «Використання цього терміна розмиває грань між свідомим критичним ставленням до гомосексуалізму, заснованим на світоглядних переконаннях, і формами прояву агресії, зміщуючи асоціативне сприйняття в бік агресії». На його думку, критеріями «сексуальної норми» є «парність, гетеросексуальність, статева зрілість партнерів, добровільність зв'язку, прагнення до обопільної згоди».

## Наукова діяльність
У деяких медіа стверджується що Чаплигін досліджує історію релігій, вірувань та міфів, також займається просвітницькою та експериментальною діяльністю, перекладами праць з філософії. Читає також публічні лекції та бере участь у дискусіях на публічних майданчиках країни, публікує науково-популярні та аналітичні статті у інтернет-ЗМІ.
Начебто сфери інтересів: дослідження готовності громад до введення партиципаторного бюджетування; розробка моделі публічного регістру української мови — кодексу правил ведення суспільного діалогу через емоційно-нейтральне обговорення спільних проблем, на кшталт Robert's Rules of Order в США або правилами парламентської процедури у Великій Британії.
Проте журналістам Громадського не вдалося знайти у відкритому доступі наукових праць Сергія Чаплигіна чи підтверджень, що він викладає у державному чи приватному закладі освіти.